# Università nazionale di ricerca di Samara "S. P. Korolëv"
L'Università nazionale di ricerca di Samara "S. P. Korolëv" (SGAU o SamGU, in russo Самарский национальный исследовательский университет имени академика С. П. Королёва?, Samarskij nacional'nyj issledovatel'nyj universitet imeni akademika S. P. Korolëva) è un ente di istruzione accademica russo situato a Samara, intitolato a Sergej Pavlovič Korolëv.

## Struttura
- Istituto di tecniche dell'aviazione
- Istituto di motoristica e produzione di energia elettrica
- Istituto di tecniche missilistiche e spaziali
- Istituto di economia e gestione
- Istituto di scienze umanistiche e sociali
- Istituto di scienze ambientali
- Istituto di matematica, informatica ed elettronica
- Istituto di formazione continua
- Facoltà di ingegneria e tecnologia
- Facoltà di scienze di base
- Facoltà di legge
- Facoltà di formazione preuniversitaria